# Sant Desdèir de Velai
Sant Didèir de Velai (en francès Saint-Didier-en-Velay) és un municipi francès situat al departament de l'Alt Loira i a la regió d'Alvèrnia-Roine-Alps. L'any 2007 tenia 3.302 habitants.

## Demografia

### Població
El 2007 la població de fet de Saint-Didier-en-Velay era de 3.302 persones. Hi havia 1.261 famílies de les quals 373 eren unipersonals (181 homes vivint sols i 192 dones vivint soles), 332 parelles sense fills, 476 parelles amb fills i 80 famílies monoparentals amb fills.
La població ha evolucionat segons el següent gràfic:
Habitants censats

### Habitatges
El 2007 hi havia 1.582 habitatges, 1.308 eren l'habitatge principal de la família, 162 eren segones residències i 112 estaven desocupats. 1.078 eren cases i 502 eren apartaments. Dels 1.308 habitatges principals, 879 estaven ocupats pels seus propietaris, 388 estaven llogats i ocupats pels llogaters i 41 estaven cedits a títol gratuït; 8 tenien una cambra, 129 en tenien dues, 232 en tenien tres, 373 en tenien quatre i 566 en tenien cinc o més. 814 habitatges disposaven pel capbaix d'una plaça de pàrquing. A 561 habitatges hi havia un automòbil i a 558 n'hi havia dos o més.

### Piràmide de població
La piràmide de població per edats i sexe el 2009 era:
| Homes | Edats   | Dones |
| ----- | ------- | ----- |
| 0     | 95 o +  | 12    |
| 4     | 90 a 94 | 16    |
| 16    | 85 a 89 | 48    |
| 8     | 80 a 84 | 44    |
| 40    | 75 a 79 | 76    |
| 64    | 70 a 74 | 104   |
| 48    | 65 a 69 | 84    |
| 92    | 60 a 64 | 36    |
| 72    | 55 a 59 | 68    |
| 88    | 50 a 54 | 88    |
| 108   | 45 a 49 | 88    |
| 120   | 40 a 44 | 116   |
| 128   | 35 a 39 | 136   |
| 80    | 30 a 34 | 76    |
| 84    | 25 a 29 | 80    |
| 76    | 20 a 24 | 60    |
| 96    | 15 a 19 | 88    |
| 100   | 10 a 14 | 144   |
| 124   | 5 a 9   | 84    |
| 64    | 0 a 4   | 52    |

## Economia
El 2007 la població en edat de treballar era de 2.082 persones, 1.580 eren actives i 502 eren inactives. De les 1.580 persones actives 1.471 estaven ocupades (785 homes i 686 dones) i 109 estaven aturades (48 homes i 61 dones). De les 502 persones inactives 177 estaven jubilades, 194 estaven estudiant i 131 estaven classificades com a «altres inactius».

### Ingressos
El 2009 a Saint-Didier-en-Velay hi havia 1.384 unitats fiscals que integraven 3.412,5 persones, la mediana anual d'ingressos fiscals per persona era de 17.083 €.

### Activitats econòmiques
Dels 172 establiments que hi havia el 2007, 2 eren d'empreses extractives, 5 d'empreses alimentàries, 1 d'una empresa de fabricació de material elèctric, 22 d'empreses de fabricació d'altres productes industrials, 31 d'empreses de construcció, 26 d'empreses de comerç i reparació d'automòbils, 4 d'empreses de transport, 8 d'empreses d'hostatgeria i restauració, 1 d'una empresa d'informació i comunicació, 11 d'empreses financeres, 4 d'empreses immobiliàries, 18 d'empreses de serveis, 27 d'entitats de l'administració pública i 12 d'empreses classificades com a «altres activitats de serveis».
Dels 59 establiments de servei als particulars que hi havia el 2009, 1 era una oficina d'administració d'Hisenda pública, 1 gendarmeria, 1 oficina de correu, 2 oficines bancàries, 2 funeràries, 8 tallers de reparació d'automòbils i de material agrícola, 1 autoescola, 5 paletes, 3 guixaires pintors, 6 fusteries, 5 lampisteries, 4 electricistes, 5 perruqueries, 5 veterinaris, 1 agència de treball temporal, 4 restaurants, 3 agències immobiliàries i 2 salons de bellesa.
Dels 11 establiments comercials que hi havia el 2009, 1 era una botiga de més de 120 m², 3 fleques, 2 carnisseries, 1 una llibreria, 2 botigues de roba, 1 una sabateria i 1 una floristeria.
L'any 2000 a Saint-Didier-en-Velay hi havia 50 explotacions agrícoles que ocupaven un total de 1.170 hectàrees.

## Equipaments sanitaris i escolars
El 2009 hi havia 1 farmàcia i 1 ambulància.
El 2009 hi havia 1 escola maternal i 2 escoles elementals. Saint-Didier-en-Velay disposava de 2 col·legis d'educació secundària amb 790 alumnes.

## Poblacions més properes
El següent diagrama mostra les poblacions més properes.